# National Film Award/Beste Tongestaltung
Die Gewinner des National Film Award der Kategorie Beste Tongestaltung (Best Audiography) waren:
| Jahr | Tongestalter                           | Film                      | Sprache    |
| ---- | -------------------------------------- | ------------------------- | ---------- |
| 1976 | S. P. Ramanathan                       | Bhakta Kannappa           | Telugu     |
| 1977 | S. P. Ramanathan                       | Godhuli                   | Hindi      |
| 1978 | Hitendra Ghosh                         | Junoon                    | Hindi      |
| 1979 | kein Preis                             | -                         | -          |
| 1980 | S. P. Ramanathan                       | Nenjathil Killathey       | Tamilisch  |
| 1981 | P. Devdas                              | Elippathayam              | Malayalam  |
| 1982 | Essabhai M. Suratwala                  | Namkeen                   | Hindi      |
| 1983 | S. P. Ramanathan                       | Adi Shankaracharya        | Sanskrit   |
| 1984 | P. Devdas                              | Mukhamukham               | Malayalam  |
| 1985 | Hitendra Ghosh                         | Ek Pal                    | Hindi      |
| 1986 | Durga Mitra                            | Path Bhola                | Bengalisch |
| 1987 | P. Devdas T. Krishnanunni N. Harikumar | Anantharam                | Malayalam  |
| 1988 | T. Krishnanunni                        | Piravi                    | Malayalam  |
| 1989 | N. Harikumar                           | Mathilukal                | Malayalam  |
| 1990 | N. Pandu Rangan                        | Anjali                    | Tamilisch  |
| 1991 | Ajay Munjan M. M. Padmanabhan          | Rukmavati Ki Haveli       | Hindi      |
| 1992 | N. Pandu Rangan                        | Thevar Magan              | Tamilisch  |
| 1993 | H. Sridhar Suryanarayana               | Mahanadi                  | Tamilisch  |
| 1994 | A. S. Laxmi Narayanan V. S. Murthy     | Kadhalan                  | Tamilisch  |
| 1995 | Deepan Chatterjee                      | Kalapani                  | Malayalam  |
| 1996 | T. Krishnanunni                        | Kulam                     | Malayalam  |
| 1997 | Janakikutty Sampath                    | Ennu Swantham Janakikutty | Malayalam  |
| 1998 | H. Sridhar                             | Dil Se                    | Hindi      |
| 1999 | Anup Mukhopadhyay                      | Uttara                    | Bengalisch |
| 2000 | Anup Dev                               | Moksha                    | Hindi      |
| 2001 | H. Sridhar Nakul Kamte                 | Lagaan                    | Hindi      |
| 2002 | A. S. Laxmi Narayanan                  | Kannathil Muthamittal     | Tamilisch  |
| 2003 | Anup Mukhopadhyay Deepan Chatterjee    | Bhalo Theko               | Bengalisch |
| 2004 | Anup Mukhopadhyay                      | Iti Srikanta              | Bengalisch |
| 2005 | Nakul Kamte                            | Rang De Basanti           | Hindi      |
| 2006 | K. J. Singh Subhash Sahoo              | Omkara                    | Hindi      |
| 2007 | Kunal Sharma                           | 1971                      | Hindi      |
| 2008 | Pramod J. Thomas                       | Gandha                    | Marathi    |

Derzeit erhält der Gewinner einen Rajat Kamal und ein Preisgeld von 50.000 Rupien.